# Lars Erik Kers
Lars Erik Kers, född 19 november 1931 i Leksand, död 27 maj 2017 i Färentuna, var en svensk botaniker och mykolog.
Kers avlade realexamen i Borlänge och studentexamen i Uppsala varefter han studerade geovetenskap och naturgeografi i Göteborg innan han kom till Stockholm och avlade doktorsexamen med en avhandling om släktet Cleome under Folke Fagerlind 1973.
Till Kers upptäckter räknas bland annat svamparten jordstjärnstryffel.
Auktorsnamnet Kers kan användas för Lars Erik Kers i samband med ett vetenskapligt namn inom botaniken; se Wikipediaartiklar som länkar till auktorsnamnet.